# Unione Sportiva Lecce 1955-1956
Questa voce raccoglie le informazioni riguardanti l'Unione Sportiva Lecce nelle competizioni ufficiali della stagione 1955-1956.

## Rosa
| N. |                   | Ruolo | Calciatore         |
| -- | ----------------- | ----- | ------------------ |
|    | Italia (bandiera) | P     | Aldo D'Ambrosi     |
|    | Italia (bandiera) | D     | Battista Corbani   |
|    | Italia (bandiera) | D     | Mario Gobatto      |
|    | Italia (bandiera) | D     | Marzoli            |
|    | Italia (bandiera) | D     | Mario Vascotto     |
|    | Italia (bandiera) | C     | Nevio Bartolaccini |
|    | Italia (bandiera) | C     | Francesco Grazioli |
|    | Italia (bandiera) | C     | Angelo Maccagni    |
|    | Italia (bandiera) | C     | Mario Pallaoro     |

| N. |                   | Ruolo | Calciatore       |
| -- | ----------------- | ----- | ---------------- |
|    | Italia (bandiera) | C     | Pin              |
|    | Italia (bandiera) | C     | Carlo Lenci      |
|    | Italia (bandiera) | C     | Angelo Frigo     |
|    | Italia (bandiera) | C     | Franco Giraudo   |
|    | Italia (bandiera) | A     | Franco Cardinali |
|    | Italia (bandiera) | A     | Saran            |
|    | Italia (bandiera) | A     | Gasparet         |
|    | Italia (bandiera) | A     | Pietro De Santis |

## Fonte
- WLecce.it.